# Agara (vlinder)
Agara is een Neotropisch geslacht van vlinders van de familie van de dikkopjes (Hesperiidae).

## Soorten
- Agara assaricus (Cramer, 1779)
- Agara belti (Godman & Salvin, 1879)
- Agara draudti (Riley, 1926)
- Agara epimachia (Herrich-Schäffer, 1869)
- Agara gallardi Mielke, Brockmann & Mielke, 2022
- Agara michaeli (Nicolay, 1975)
- Agara pardalina (Felder & Felder, 1867)
- Agara pegasus Mabille, 1903
- Agara perissodora (Dyar, 1914)
- Agara santhilarius (Latreille, 1824)